# Ludobójstwo Greków pontyjskich
Ludobójstwo Greków pontyjskich – termin przyjęty przez współczesnych uczonych zajmujących się ludobójstwem na kampanię przemocy zapoczątkowaną przez rząd Imperium Osmańskiego wobec zamieszkującej je ludności greckiej w okresie I wojny światowej (1914–1918) i bezpośrednio po niej (1918–1923).
Kampania przemocy rządu osmańskiego, a potem tureckiego przeciwko własnym obywatelom – Grekom, odbywała się poprzez masowe mordy, przymusowe deportacje – w tym tzw. marsze śmierci oraz zbiorowe wypędzenia. Masowe mordy objęły głównie Pont, obszar starożytnego osadnictwa greckiego, ale także Kapadocję, Jonię i wschodnią Trację. Według różnych szacunków od 450 tys. do 750 tys. Greków zostało zamordowanych, bądź zmarło z powodu ran, głodu i chorób wywołanych w tym okresie w wyniku prowadzonej wobec nich ludobójczej polityki. Szczególnym aktem ludobójstwa był wielki pożar Smyrny we wrześniu 1922. – celowe podpalenie przez Turków miasta Smyrna, zamieszkanego głównie przez Greków i Ormian, w wyniku którego zginęło kilkadziesiąt tysięcy osób.
Po wojnie grecko-tureckiej 1919–1922 zdecydowana większość Greków, którzy przeżyli masakry wyjechała do Grecji w ramach wymiany ludności.
Ludobójstwo Greków dokonane przez władze tureckie w specjalnych uchwałach parlamentów uznały dotychczas: Grecja, Cypr, Stany Zjednoczone, Szwecja, Armenia, Holandia i Austria.
Corocznie, 19 maja obchodzony jest w Grecji Dzień Pamięci o Ludobójstwie Pontyjczyków. 353 tysiące osób przyjmuje się, jako liczbę ofiar w prowincji Pont. Przed Grobem Nieznanego Żołnierza, warta pełniona jest tego dnia przez gwardzistów w strojach pontyjskich.